# Arnold van Ravesteyn
Arnold van Ravesteyn (La Haya, 1605 – La Haya, 1690) fue un pintor neerlandés del Siglo de Oro neerlandés. Discípulo de su padre Jan Antonisz van Ravesteyn, llegó a miembro del Gremio de San Lucas de Haarlem, y de la Confrerie Pictura en 1656. A su vez fue maestro de los pintores Samuel Cabeljauw, Johannes Dabbe, Daniël Haringh, Job Houttuyn, Otto Hoynck, Willem Frederiksz van Royen y Willem Wissing.